# Kim Carroll
Kim Marie Carroll, née le 2 septembre 1987 à Tully, est une joueuse de football australienne évoluant actuellement en W-League pour Perth Glory (en). Kim Carroll a joué pour Brisbane Roar et Fortuna Hjørring. Elle a également joué plus de 50 matchs avec la sélection d'Australie.

## Biographie

### Jeunesse
Kim Carroll naît et grandit à Tully, dans le Queensland. En 2013, le Conseil régional de Cassowary Coast nomme un complexe sportif à Tully "Kim Carroll Sporting Fields" en son honneur,. Elle quitte sa famille à l'âge de 15 ans et obtient une bourse de la Queensland Academy of Sport (QAS).

### Carrière

#### Carrière en club
Kim Carroll joue sept fois pour Queensland Sting en Women's National Soccer League (en) (WNSL). Elle fait également partie de l'équipe gagnante de la grande finale du tournoi national australien de football féminin de 2005,.
Entre 2008 et 2011, Kim Carroll joue pour Brisbane Roar en W-League.
En 2011, la joueuse rejoint le Fortuna Hjørring dans la division danoise Elitedivisionen, avec qui elle participe à la Ligue des champions féminine de l'UEFA.
Après son retour du Danemark, Kim Carroll rejoint l'équipe de Brisbane Roar en 2012. Pendant l'intersaison de la W-League en 2013, Kim Carroll joue pour Macarthur Rams (en) en National Premier League NSW (en).
En août 2015, Kim Carroll rejoint le Perth Glory (en).
En novembre 2020, la joueuse retourne dans le Queensland en signant à nouveau avec Brisbane Roar,.
En juin 2021, Kim Carroll retourne une fois de plus au Perth Glory.

#### Carrière internationale
Elle fait partie de l'équipe nationale australienne depuis 2005. Elle remporte la Coupe d'Asie 2010 avec les Matildas et prend part à la Coupe du monde 2011.

## Statistiques

### Buts internationaux
| N° | Date            | Lieu                                                     | Adversaire   | Score | Résultat | Compétition                                               |
| -- | --------------- | -------------------------------------------------------- | ------------ | ----- | -------- | --------------------------------------------------------- |
| 1  | 18 octobre 2008 | Thanh Long Sports Centre à Hô Chi Minh-Ville au Viêt nam | Birmanie     | 5–0   | 5–1      | Championnat d'Asie du Sud-Est féminin de football de 2008 |
| 2  | 21 mai 2010     | Stade du centre sportif de Chengdu à Chengdu en Chine    | Corée du Sud | 1–0   | 3–1      | Coupe d'Asie des nations féminine de football 2010        |

## Palmarès

### En Club
- Queensland Sting:
  - Women's National Soccer League (en) Championship: 2004[13]
  - Tournoi national australien de football féminin: 2005[5]
- Brisbane Roar:
  - W-League Premiership: 2008-09[14]
  - W-League Championship: 2008-09, 2010-11[14]

### En sélection
- Australie:
  - Coupe d'Asie féminine de football: 2010[14]
  - Championnat d'Asie du Sud-Est féminin de football: 2008[14]
  - Championnat d'Océanie féminin de football des moins de 20 ans: 2004[15]